# Pythéos de Priène
Sauf précision contraire, les dates de cet article sont sous-entendues « avant l'ère commune », c'est-à-dire « avant Jésus-Christ ».

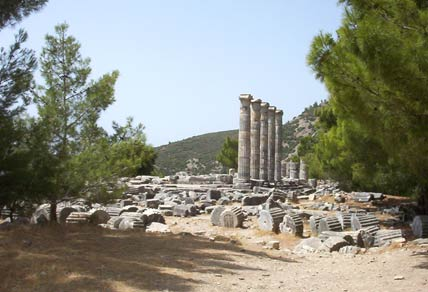
Priène

Pythéos de Priène est un architecte grec, originaire de Priène, du IVe siècle av. J.-C. Il s'est mis très tôt à vouloir pratiquer l'architecture, entre autres sciences. Il a écrit ses Mémoires, dans lesquelles il dit que l'architecte initié aux arts et aux sciences, doit être plus en état de réussir que ceux qui, par leur habileté et leur travail, ont excellé dans une chose seulement. 
On lui attribue trois constructions :
- Un temple dédié à Zeus à Labraunda, qu'on lui attribue généralement à cause des similitudes d'architecture.
- Le Mausolée d'Halicarnasse commandé par le dynaste Mausole (vers 350). Il serait aussi l'auteur du quadrige sommital[1].
- Un temple dédié à la déesse Athéna, à Priène, peut-être celui d'Athéna « Polias » (vers 340).

Il est considéré comme partisan d'une géométrie rigoureuse, mais conciliant, par un juste équilibre, la construction orientale élégante (l'ordre ionique) et la sévérité de l'ordre dorique de la Grèce-Occidentale.